# Дипломатически мисии на Албания
Това е списък на страните в които Албания има дипломатически мисии. Единствено не са посочени почетните консулства. Албания има дипломатически мисии в общо 36 държави по целия свят.

## Европа
- Австрия
  - Виена (посолство)
- Белгия
  - Брюксел (посолство)
- България
  - София (посолство)
- Ватикан
  - Рим (посолство)
- Великобритания
  - Лондон (посолство)
- Германия
  - Берлин (посолство)
- Гърция
  - Атина (посолство)
  - Солун (генерално консулство)
  - Янина (генерално консулство)
- Дания
  - Копенхаген (посолство)
- Испания
  - Мадрид (посолство)
- Италия
  - Рим (посолство)
  - Бари (генерално консулство)
  - Милано (генерално консулство)
- Косово
  - Прищина (посолство)
- Северна Македония
  - Скопие (посолство)
- Полша
  - Варшава (посолство)
- Румъния
  - Букурещ (посолство)
- Русия
  - Москва (посолство)
- Словения
  - Любляна (посолство)
- Сърбия
  - Белград (посолство)
- Унгария
  - Будапеща (посолство)
- Франция
  - Париж (посолство)
- Нидерландия
  - Хага (посолство)
- Хърватия
  - Загреб (посолство)
- Черна гора
  - Подгорица (посолство)
- Чехия
  - Прага (посолство)
- Швейцария
  - Берн (посолство)
  - Женева (генерално консулство)
- Швеция
  - Стокхолм (посолство)

## Северна Америка
- Канада
  - Отава (посолство)
- САЩ
  - Вашингтон (посолство)
  - Ню Йорк (генерално консулство)

## Южна Америка
- Аржентина
  - Буенос Айрес (посолство)

## Африка
- Египет
  - Кайро (посолство)

## Азия
- Израел
  - Тел Авив (посолство)
- Индия
  - Ню Делхи (посолство)
- Китай
  - Пекин (посолство)
- Малайзия
  - Куала Лумпур (посолство)
- Саудитска Арабия
  - Рияд (посолство)
- Турция
  - Анкара (посолство)
  - Истанбул (генерално консулство)
- Япония
  - Токио (посолство)

## Междудържавни организации
- - Брюксел - ЕС и НАТО
  - Виена - ООН и ОССЕ
  - Джеда - Организация Ислямска конференция
  - Ню Йорк - ООН
  - Париж - ЮНЕСКО
  - Страсбург - Съвет на Европа